# Agni (langue)
Ne doit pas être confondu avec Anii.
Pour les articles homonymes, voir Agni et Anyi.
L’agni (aussi écrit anyi ; aussi appelé anyin)  est une langue kwa du sous-groupe akan ou tano central, parlée en Côte d'Ivoire et au Ghana. Elle est proche du baoulé, du nzema.
L'agni compte près de 1 440 000 locuteurs, en 2017 et l'agni morofou 300 000 en 2002.

## Dialectes
En Côte d’Ivoire, les dialectes de l’agni sont,, :
| nom         | nom natif | région                                        |
| ----------- | --------- | --------------------------------------------- |
| abé         |           | contrée d’Ettokro                             |
| agni-abidji |           | sous-préfecture de Tiassalé                   |
| alagua      |           |                                               |
| ano         | anɔ       | sous-préfecture de Prikro                     |
| barabo      | barabɔ    | sous-préfecture de Sandégué                   |
| bini        | bini      | sous-préfecture de Kouassi-Datèkro            |
| bona        | bɔna      | sous-préfecture de Koun-Fao                   |
| djuablin    | jʊablɪn   | sous-préfecture d’Agnibilékrou                |
| indénié     | indenié   | sous-préfectures d’Abengourou et de Bettié    |
| moronou     | mɔrɔfʊ    | sous-préfectures de Bongouanou et de Tiassalé |
| sanvi       |           | sous-préfecture d’Aboisso                     |

Au Ghana, l’agni brissa ou aowin est parlés dans le district municipal d’Aowin dans la Région occidentale du Nord (en). Le sefwi est considéré comme une dialecte de l’agni par certains auteurs,.

## Situations géographique
Les Agnis vivent dans la zone Est de la Côte d'Ivoire (centre-est, sud-est,nord-est et est) et dans la zone ouest du Ghana. Les principales villes sont Abengourou, Agnibilékrou, Bongouanou et Aboisso.

## Écriture
L’alphabet latin est utilisé pour écrire l’agni. Plusieurs conventions orthographiques ont été ou sont encore utilisées pour sa transcription :
- l’orthographe de Burmeister dans le Guide d’orthographe agni-sanvi ;
- l’orthographe de Koffi dans le Guide d’Orthographe et de Lecture de l’Agni Morofou ;
- l’orthographe vernaculaire similaire à l’orthographe française.

| a | b | c | d | e | ɛ | f | g | h | i | ɩ | j | k | l | m | n | o | ɔ | p | s | t | u | ʊ | v | w | y | z |

| a | b | c | d | e | ɛ | f | g | h | i | ɩ | j | k | l | m | n | o | ɔ | p | r | s | t | u | ʋ | v | w | y | z |

L’orthographe de Koffi compte aussi les digrammes gb, hy, kp, ng, ny.

## Prononciation
|               | Bilabiales | Labio- dentales | Alvéolaires | Palatales | Vélaires | Labio- vélaires | Glottales |
| ------------- | ---------- | --------------- | ----------- | --------- | -------- | --------------- | --------- |
| Occlusives    | p b        |                 | t d         | tʃ dʒ     | k ɡ      | kp ɡb           | h         |
| Fricatives    |            | f v             | s z         |           |          |                 |           |
| Nasales       |            |                 |             |           |          |                 |           |
| Liquides      | m          |                 | n           | ɲ         | ŋ        |                 |           |
| Semi-voyelles | ɥ          |                 |             | j         |          | w               |           |

|             | Antérieures | Centrales | Postérieures |
| ----------- | ----------- | --------- | ------------ |
| Fermées     | i ĩ         |           | u ũ          |
| Mi-fermées  | ɪ ɪ̃         |           | ʊ ʊ̃          |
| Moyennes    | e           |           | o            |
| Mi-ouvertes | ɛ ɛ̃         |           | ɔ ɔ̃          |
| Ouvertes    |             | a ã       |              |